# Metroön
Het Metroön (Oudgrieks: Μητρῷον) was een gebouw aan de westkant van de Agora van Athene dat diende als heiligdom voor de godin Rhea én als staatsarchief.
De huidige resten staan op de plaats van oudere gebouwen, waaronder het oude bouleuterion (raadsgebouw), dat sinds de bouw van een nieuw bouleuterion in de 4e eeuw v.Chr. zijn functie had verloren, en was gaan dienen als staatsarchief. Daarnaast stond er ook een heiligdom voor Rhea, de moeder van alle Olympische goden. Aan dit 'Moederheiligdom' ontleende het gebouwencomplex zijn naam.
Het nieuwe Metroön werd gebouwd ca. 140 v.C. en was een gebouw met vier ruimtes naast elkaar waar een colonnade van 14 Ionische zuilen voor stond. Een van die ruimtes diende als heiligdom voor Rhea. Voor de rest werden hier de archieven van Athene opgeslagen. Het deed dus dienst als centraal archiefgebouw en er werden oudere besluiten van de ekklesia en de psèphismata (ψήφισματα) bewaard. De grote zuidelijke ruimte was bijna vierkant en mat 23,30 m (oost-west) x 23,80 m (noord-zuid). Mogelijkerwijze was het gebouwd op het fundament van het oude bouleuterion, dat dan dus een min of meer vierkant gebouw was.
Van het gebouw resteren nu nog een klein deel van de trap, en enkele op elkaar gestapelde roodbruine stenen die tot het fundament behoorden.

## Referentie
- John McK. Kamp II, The Athenian Agora. A Short Guide, American School of Classical Studies at Athens 2003
- T. Leslie Shear Jr., 'Bouleuterion, Metroon and the Archives at Athens', in: Mogens Herman Hansen en Kurt Raaflaub (red.), Studies in the Ancient Greek Polis, Stuttgart 1995, 157 e.v. (Google Books)